# 한겨레문학
《한겨레문학》은 1993년 7월에 창간된 대한민국의 종합문학잡지이다. 이 잡지는 박재삼 시인이 생애 가운데 의욕적으로 세번의 편집진으로 참여한 문학지 가운데 하나였으나, 결국 경영난으로 1998년에 폐간되었다.

## 개요
한겨레문학은 창간 당시에 격월간으로 발행되었으나, 1994년 5월에 계간으로 전환하였고 경영난으로 1998년에 폐간되기까지 5년의 짧은 기간 동안 역량있는 신인 작가들을 배출하였다. 1990년대 당시 우후죽순으로 생겨난 문학잡지들 가운데 경영난과 상업 목적으로 작가들의 등단이 마구 남발되는 상황에서 오히려 한겨레문학사는 시류에 물들지 않기 위하여 생존보다는 폐간을 결정하였다.
발행인 겸 편집인은 문정자, 주간은 이만재 소설가가 맡았으며, 당시 한겨레문학을 주도한 편집위원은 박재삼(朴在森) 시인,  문학평론가 김우종(金宇鍾) 교수, 원영동(元永東) 시인, 소설가 이동희(李東熙) 교수, 문학평론가 윤경수(尹敬洙) 교수였다.

## 활동
창간 이듬해인 1994년부터 1,500백만원 고료 '한겨레문학상'을 제정하여 제1회 수상자로는 노수민의 '불바다'가 당선됐다. 심사위원은 소설가인 서울대 구인환 교수와 단국대 이동희 교수 그리고 신동한 문학평론가가 심사를 했다.

## 출신작가
한겨레문학에서 배출되어 문단에 주목을 받은 작가는 노수민 소설가, 하승무 시인, 강중훈 시인, 고철 시인 등이 있다.

### 역대 수상자
- 제1회 : 강중훈 • 안효순 • 김관형 • 고민자 • 천병국 • 최승자
- 제2회 : 이정숙 • 김동하 • 이선희
- 제3회 : 하승무 • 임덕철 • 권영민 • 김국선 • 문정희 • 이영희 • 박경희
- 이후 수상자 : 고철 • 성봉수

### 역대 수상자 문단 추천자
- 강중훈(제1회)(박재삼) 시인 외 • 하승무(제3회)(박재삼 시인 외)

### 한겨레문학상 수상자
- 제1회 : 노수민의 '불바다'(1,500백만원 고료)

## 참고 문헌
- 한국잡지정보관 보관됨 2018-08-07 - 웨이백 머신